# Galepsus minima
Galepsus minima är en bönsyrseart som beskrevs av Werner 1907. Galepsus minima ingår i släktet Galepsus och familjen Tarachodidae. Inga underarter finns listade i Catalogue of Life.